# 薩拉達斯縣

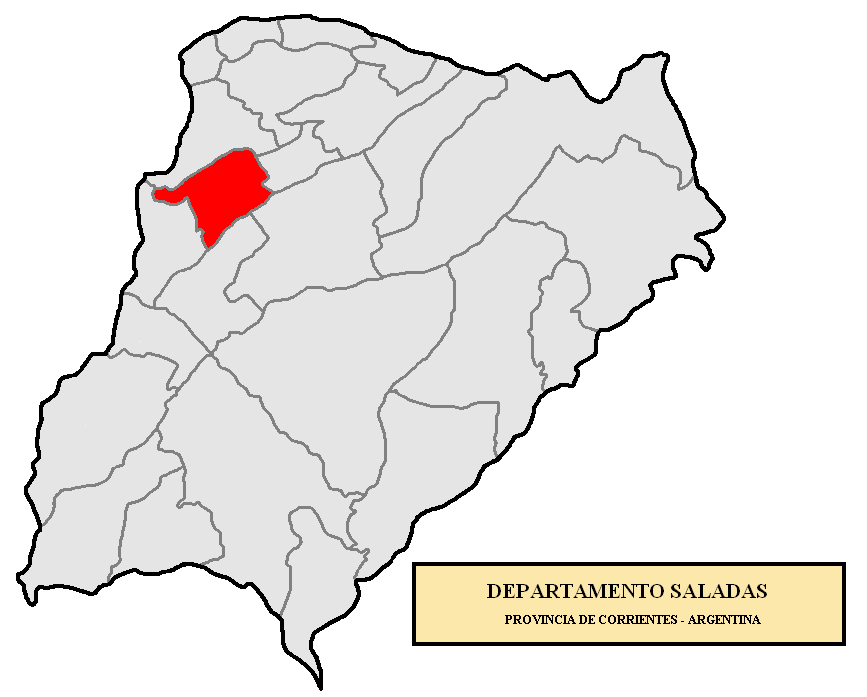

28°15′S 58°37′W / 28.250°S 58.617°W
薩拉達斯縣（西班牙語：Departamento Saladas），是阿根廷的縣份，位於該國北部科連特斯省，首府設於薩拉達斯，面積1,907平方公里，2010年人口22,244，人口密度每平方公里11.66人。